# Święty Ekspedyt

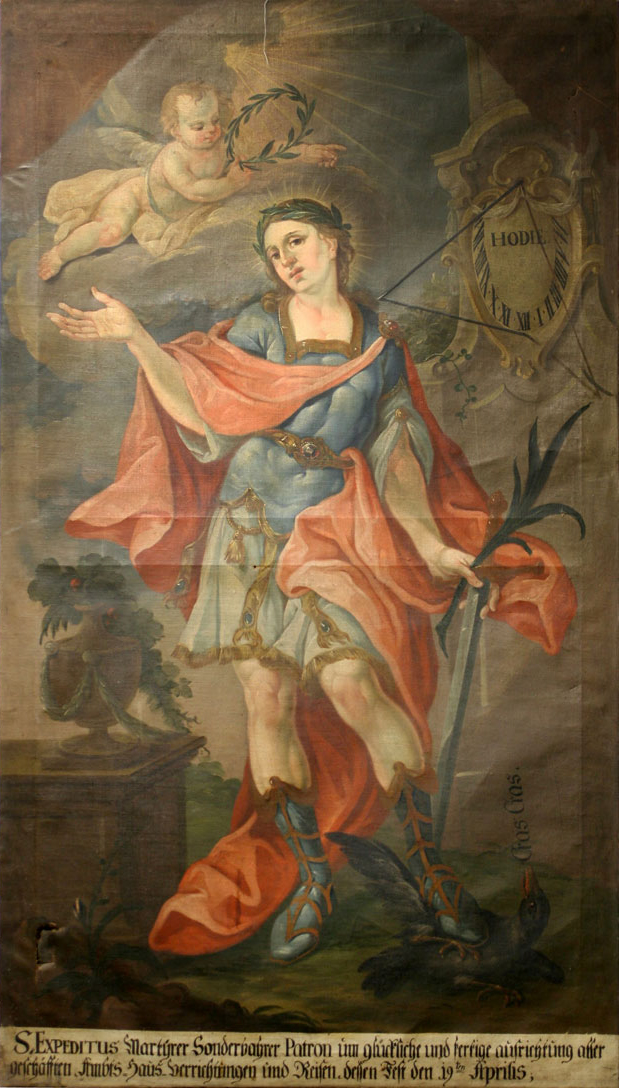
Tradycyjne przedstawienie św. Ekspedyta z jego atrybutami

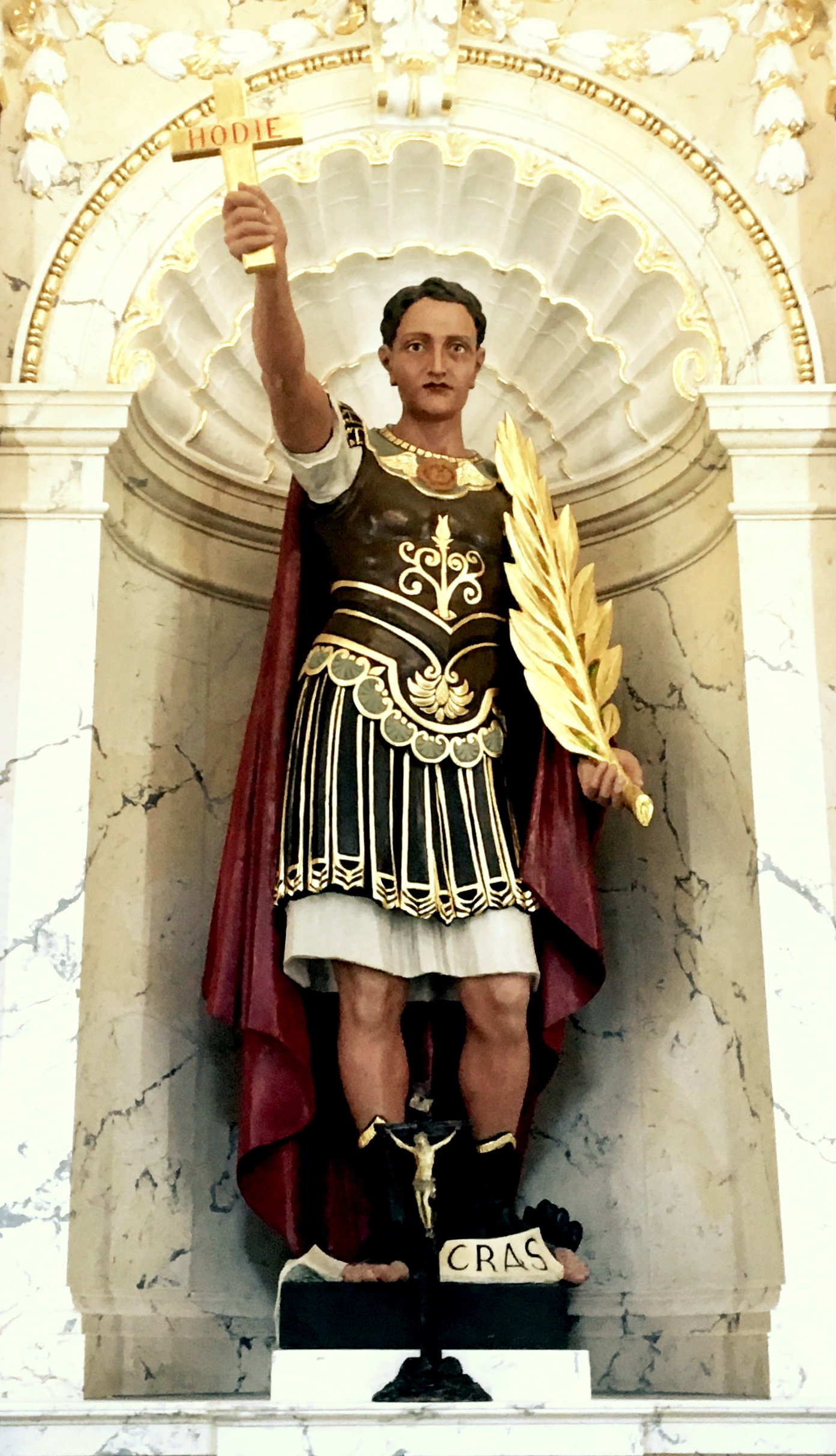
Statua ukazująca św. Ekspedyta

Święty Ekspedyt, również: Święty Wierzyn, łac. Expeditus – męczennik chrześcijański i święty Kościoła katolickiego.
Nie wiadomo, w jakim okresie żył oraz gdzie i kiedy poniósł śmierć męczeńską. Wymieniany jest w Martyrologium Rzymskim i Breviarium Syriacum  pod dniem 19 kwietnia jako męczennik.
Niektóre źródła jako miejsce śmierci podają Melitene. W rejonach świata, gdzie jest wspominany, występuje w mniej lub w bardziej licznej grupie męczenników.
Legendarna postać utożsamiana jest ze świętym Meneasem lub Elpidiuszem. Czyniony jest patronem pilnych spraw i czczony w sposób zabobonny, co spotkało się z krytycznymi zarządzeniami Stolicy Apostolskiej.
W ikonografii przedstawiany jest jako wódz legionu wojskowego, depczący kruka z napisem Cras (łac. Jutro). Święty trzyma krzyż z napisem Hodie (łac. Dzisiaj).
Jedna z legend głosi, że świętemu w dniu, w którym zdecydował się nawrócić na chrześcijaństwo ukazał się diabeł pod postacią kruka, nakłaniając go, aby odłożył realizację swojego postanowienia na następny dzień. Św. Ekspedyt zmiażdżył ptaka swoją stopą, oświadczając: „Zostanę chrześcijaninem dzisiejszego dnia”.
Wzmianki o nim można znaleźć w pismach z V w. Potem jego kult całkowicie przygasł, aż do ponownego ożywienia w XVII w., głównie w Niemczech i na Sycylii, a obecnie w Rzymie, Brazylii, Argentynie, Chile, Polsce, Reunion i na Filipinach.

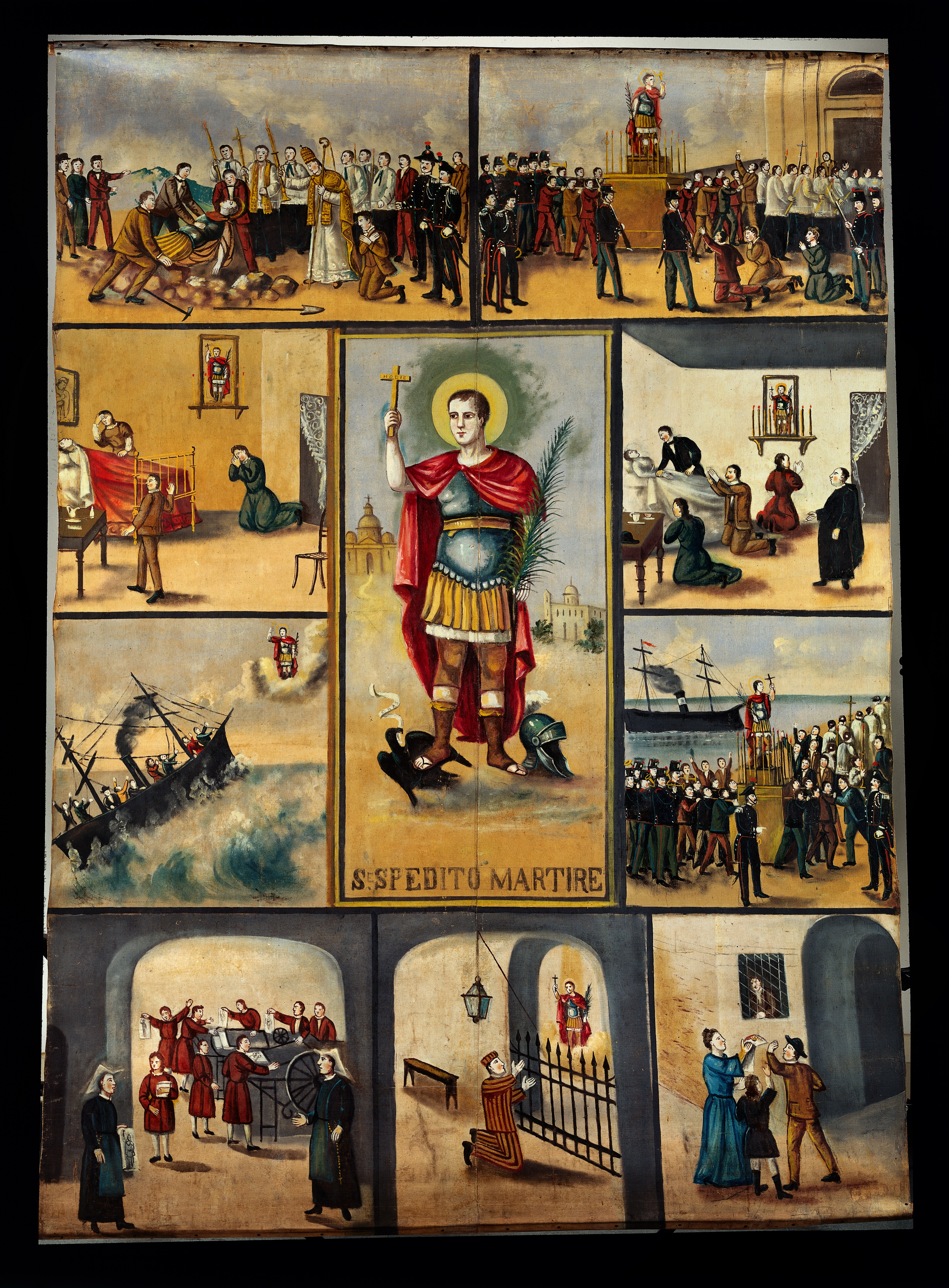
Cuda i kult świętego Ekspedyta na XIX-wiecznym obrazie olejnym malarza z Palermo

W Polsce ołtarz poświęcony św. Ekspedytowi znajduje się w lewej nawie warszawskiego kościoła Najświętszego Zbawiciela przy Placu Zbawiciela.